# Här kommer bärsärkarna
Pour plus de détails, voir Fiche technique et Distribution.
Här kommer bärsärkarna est une comédie d'aventure dano-yougoslavo-suédoise réalisée par Arne Mattsson et sortie en 1965.

## Synopsis
Le film relate les aventures des deux berserks Glum et Garm.

## Fiche technique
Sauf indication contraire, les informations mentionnées dans cette section peuvent être confirmées par la base de données cinématographiques IMDb,  présente dans la section « Liens externes ».
- Titre original : Här kommer bärsärkarna[1] (litt. « Voilà les berserks »)
- Réalisateur : Arne Mattsson
- Scénario : Volodja Semitjov (sv), Folke Nystrand (sv)
- Photographie : Kalle Bergholm, Stelvio Massi
- Son : Bo Abrahamsson
- Musique : Carlo Savina
- Producteurs : Inge Ivarson (sv)
- Sociétés de production : Bison Film, Merry Film, Triglav Film
- Pays de production :  Suède -  Danemark -  Yougoslavie
- Langue de tournage : suédois
- Format : Couleur (Technicolor) - 2,35:1 - Son mono - 35 mm
- Durée : 99 minutes (1h39)
- Genre : Comédie d'aventure
- Dates de sortie :
  - Suède : 3 mars 1965
  - Danemark : 6 mai 1966

## Distribution
- Carl-Gustaf Lindstedt : Glum
- Dirch Passer : Garm
- Åke Söderblom : Hjorvard
- Nils Hallberg (sv) : Cassius
- Loredana Nusciak : Veronica
- Walter Chiari : Pollo
- Karl-Arne Holmsten : Olav
- Elisabeth Odén (sv) : Vigdis
- Carl-Axel Elfving (sv) : Mullgott
- Valeria Fabrizi : Elina

## Production et exploitation
Le film a été tourné au studio de cinéma public à Ljubljana et les extérieurs ont été tournés le long de la côte montagneuse de l'Istrie entre Portorož et la frontière yougo-italienne à hauteur de Trieste.
La première a eu lieu le 3 mars 1965 au cinéma Astoria à Stockholm. Le film a reçu de très mauvaises critiques et certains acteurs l'ont désavoué plus tard. Ce fut le dernier film dans lequel Åke Söderblom est apparu.